# Св. св. Петър и Павел (Кутово)
Вижте пояснителната страница за други значения на Св. св. Петър и Павел.
„Св. св. апостоли Петър и Павел“ е православна църква във видинското село Кутово.
Църквата е разположена в центъра на селото. Построена е в 1873 година от дебърските майстори Яков и Манол. В двора на църквата се намира и паметникът на загиналите за обединението на България през Балканската и Първата световна война, общо 33-ма жители на селото.